# Хатунцев, Александр Васильевич
Александр Васильевич Хатунцев (род. 11 февраля 1985, Воронеж) — российский трековый и шоссейный велогонщик, выступавший в 2012 году за команду RusVelo. В юности успешно выступал на молодёжных трековых чемпионатах, становился чемпионом мира и Европы. 2006 год, последний для Хатунцева до наступления «велосовершеннолетия», получился триумфальным. Он стал чемпионом России среди взрослых в групповой шоссейной гонке, выиграл и поднимался на подиум множества шоссейных гонок второго эшелона. В последующие годы успехи россиянина скромнее.

## Достижения
2002
- Чемпион мира среди юниоров в командной гонке преследования

2003
- Чемпион мира среди юниоров в гонке преследования
- Чемпион Европы среди юниоров в командной гонке преследования
- Серебряная медаль чемпионата Европы среди юниоров в командной гонке преследования

2004
- Бронзовая медаль чемпионата Европы среди юниоров в командной гонке преследования
- Победы в общем зачёте, на 1-м и 6-м этапах Тура Южно-Китайского моря

2005
- Победа на Boucles de la Soule
- Победы в общем зачёте, на 1-м, 4-м и 5-м этапах Гран-при Сочи
- 2-й на Гран-при Москвы
- Чемпион мира среди молодёжи в командной гонке преследования

2006
- 3-й на Trophée de l'Essor
- 2-й на Montastruc
- 2-й в общем зачёте Тура Нормандии
- Победа на Boucle de l'Artois
- 2-й в общем зачёте, победы на 1-м, 2-м и 5-м этапах Гран-при Сочи
- Победа на Гран-при Москвы
- Победы в общем зачёте и на 4-м этапе Пяти колец Москвы
- 3-й в общем зачёте и победа на 4-м этапе Тура Сербии
- Чемпион России в групповой гонке на шоссе
- 2-й на Чемпионате Европы среди молодёжи в командной гонке преследования
- 3-й на Чемпионате мира в групповой гонке на шоссе среди молодёжи
- 3-й на Memorial Cimurri - Gran Premio Bioera
- Победы в общем зачёте Тура Южно-Китайского моря

2007
- 2-й на Роут Адели де Витре

2008
- Победа на 1-м этапе (командная разделка) Недели Ломбардии

2009
- Победы на 3-м и 4-м этапах Гран-при Сочи
- Победа на Гран-при Москвы